# Chaillac
 Chaillac  es una población y comuna francesa, en la región de  Centro, departamento de Indre, en el distrito de Le Blanc y cantón de Saint-Benoît-du-Sault.

## Demografía
| 1453 | 1358 | 1253 | 1149 | 1246 | 1170 |
| Para los censos de 1962 a 1999 la población legal corresponde a la población sin duplicidades (Fuente: INSEE [Consultar]) |      |      |      |      |      |